# Breaking the News (pictură)
Breaking the News este o pictură în ulei pe pânză realizată în 1887 de artistul australian John Longstaff. Prezintă interiorul unei căsuțe a unui miner pe câmpurile de aur victoriene, în care un bătrân anunță o femeie despre moartea soțului ei într-un accident minier. Femeia ține un copil în brațe și alți doi mineri apar în ușă, transportând corpul bărbatului pe o targă. În spatele lor se află, în depărtare, cadrul situat deasupra puțului minei. Breaking the News a ajuns întipărită în imaginația populară, iar până în anii 1890 a ajuns „să fie reprodusă în fiecare localitate minieră din Australia”.
Pictată pe când Longstaff era încă student, aceasta l-a ajutat sa câștige prima bursă de călătorie la Școala de Artă a Galeriei Naționale din Victoria în 1887. The Argus a descris-o ca fiind „o prezentare vie și precisă a unui incident familiar din viața australiană”. La doar o lună după ce tabloul a fost expus pentru prima oară la Melbourne, optzeci și unu mineri au pierit într-o explozie de gaze la mina Bulli din New South Wales. Dezastrul de la noua mină auriferă a Australasiei, cel mai grav dezastru minier australian, a avut loc la 12 decembrie 1882 la Creswick, la mai puțin de douăzeci de kilometri de orașul natal al lui Longstaff, Clunes. Potrivit biografului Nina Murdoch, amintirile din copilărie ale lui Longstaff despre un accident minier a fost inspirația directă pentru Breaking the News: „aflat la Clunes, urmând cortegiul de la intrarea în mină până la ușa casei, el auzise strigătul unei tinere soții la vederea celor care purtau targa”.
Renumitul scriitor și poet australian Henry Lawson s-a declarat un „adorator” al lui Longstaff după ce a văzut Breaking the News și a discutat despre impactul sentimental și social al picturii într-un eseu din 1899 pentru The Buletin intitulat „Dacă aș putea să pictez” concluzionând ca ar fi mai mândru de un tablou ca Breaking the News decât de o sută de rafinate presupuse studii. În anul următor, co-fondatorul The Buletin, pe atunci proprietar al Breaking the News, JF Archibald, i-a comandat lui Longstaff să picteze un portret al lui Lawson. Archibald a admirat foarte mult portretul, determinându-l să creeze o fond pentru Premiul Archibald, cel mai prestigios premiu al Australiei pentru portretizări. Longstaff a câștigat premiul de cinci ori.
Breaking the News a fost inspirația pentru un film cu același nume din 1912. Regizat de W. J. Lincoln și turnat în apropierea orașului Melbourne, acesta descrie inundarea unei mine subterane și încercările îndrăznețe de a salva minerii. Filmul a fost un succes comercial și a primit recenzii favorabile de la critici. Acum este considerat un film pierdut.
Breaking the News a fost achiziționată de Galeria de artă din Australia de Vest în 1933.